# حكم غيري

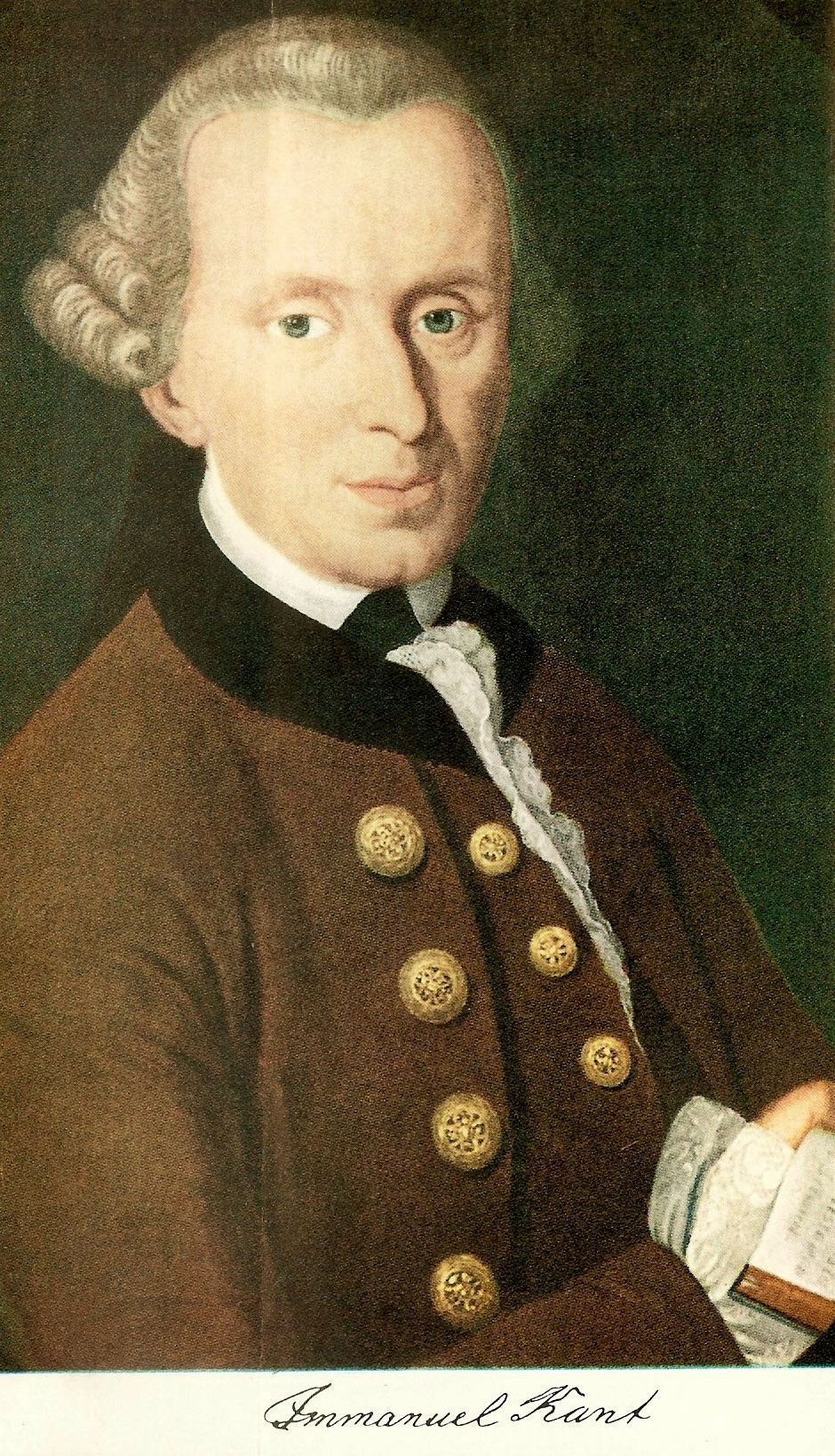

الحكم الغيري بمعنى أن تحكم الفرد والجماعة قوة خارجة عنهما، كما الحال في الغزو العسكري. وهو ضد الحكم الذاتي.